# Pelusita
Pelusita é uma telenovela mexicana produzida por Valentín Pimstein para a Televisa e exibida pelo El Canal de las Estrellas entre 15 de agosto e 26 de dezembro de 1980.
Foi a última mininovela semanal exibida às sextas-feiras, às 17h. Depois disso, as novelas seguintes passaram a ser diárias, e o horário ficou dividido entre duas produções: Espejismo (inicialmente às 17h, depois transferida para as 16h45) e Juegos del destino (que começou às 17h30, foi transferida para as 17h15 e, posteriormente, retornou ao horário original).
Foi protagonizada por Macaria, José Roberto Hill e  Rafael del Río e antagonizada por Saby Kamalich.

## Sinopse
Esteban Calcamar é um homem rico, casado com a elegante Beatriz, com dois filhos, Ricardo e Patricio. Ele é dono de uma fazenda chamada Las Delicias. Seu empresário lhe conta que um homem muito rico alugou a fazenda. Enquanto isso, Camarón, o palhaço que criou Pelusita, uma palhaça jovem e doce, trabalha em um circo decadente. O público do circo zomba de Camarón porque suas doenças o impedem de realizar seu número corretamente. Esteban quer ir para Las Delicias, mas Beatriz se recusa terminantemente. Uma tragédia ocorreu lá que traz de volta as piores lembranças. Esteban conta a um amigo que sua irmã Emilia foi morta lá anos atrás. O culpado era seu então parceiro, Claudio, que morreu após cair em um abismo enquanto fugia da polícia que o procurava para pagar por seu crime. Pastora é a governanta dos Calcamars, ela odeia Beatriz e conhece todos os segredos da família, o inquilino de Las Delicias é um chinês chamado Chang Li, que convida os Calcamars, eles vão para a fazenda, apesar da relutância de Beatriz.

## Elenco
- Macaria - Pelusita[2]
- José Roberto Hill - Patricio Calcamar
- Rafael del Río - Esteban Calcamar
- Saby Kamalich - Beatriz de Calcamar[3]
- Juan Antonio Edwards - Ricardo Calcamar
- Ricardo Blume - Chang Li / Claudio Balmori
- María Clara Zurita - Pastora
- Eugenio Cobo - Dr. Zúñiga
- Tomás I. Jaime - Padre Gabriel
- Abraham Stavans - Camarón
- Enrique Hidalgo - Julio
- Enrique Becker - Elías
- Antonio Brillas - Santamaría
- Bárbara Gil - Rosa
- Maleni Morales - Emilia
- Rebeca Gómez - Pelusita criança
- María Rebeca González
- El Mago Krotani
- Rubén Calderón